# Ahl al-Kitab

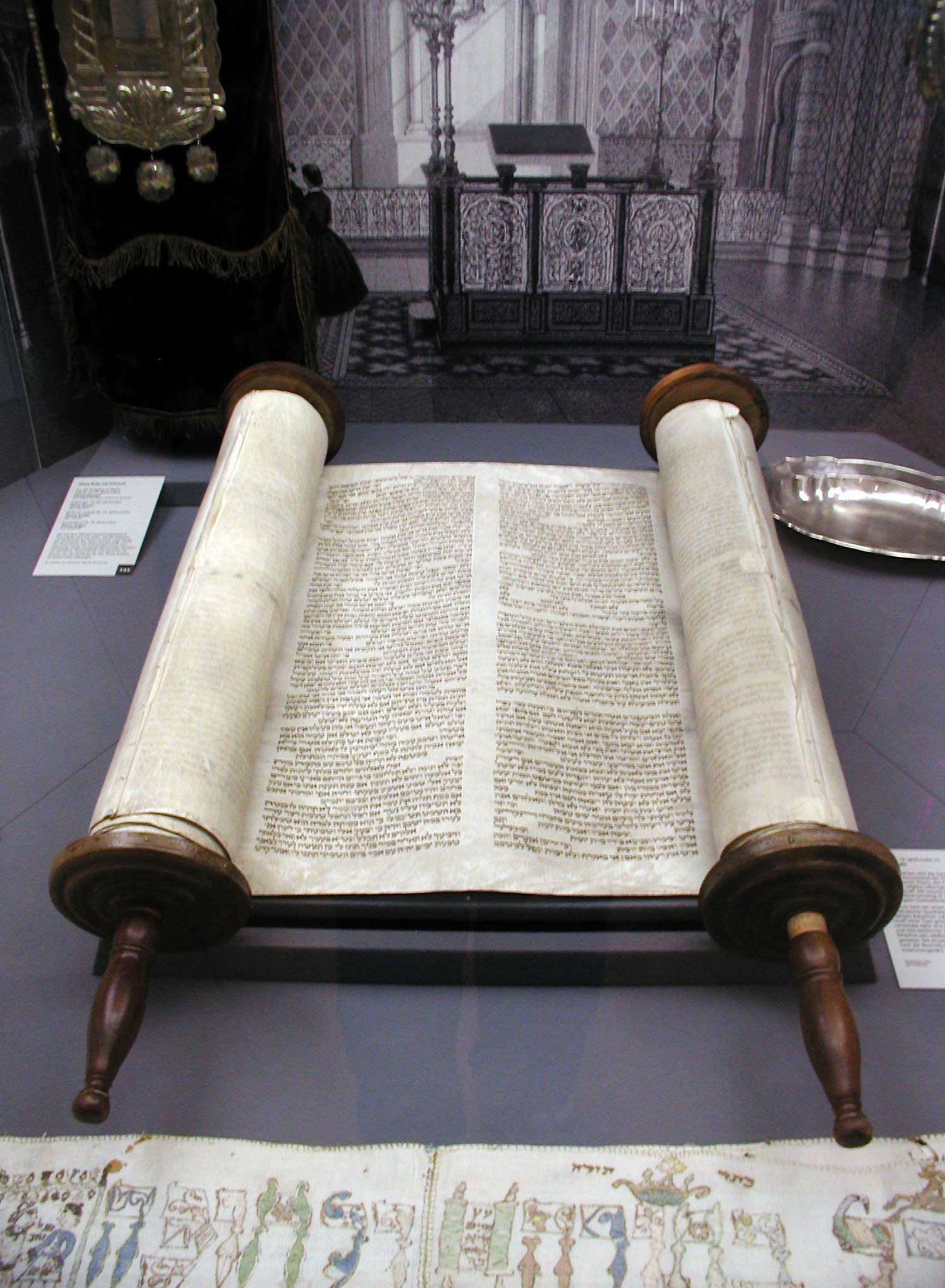
Torah nella sua forma tradizionale di rotolo (Colonia)

Nella giurisprudenza islamica, ahl al-Kitāb (in arabo أهل الكتاب‎?, in italiano Gente del Libro) sono i fedeli di quelle religioni che fanno riferimento a testi ritenuti di origine divina dallo stesso Islam: Tōrāh per gli ebrei, Injīl per i cristiani, Avestā per gli zoroastriani o Veda per gli induisti.

## Diritti e doveri

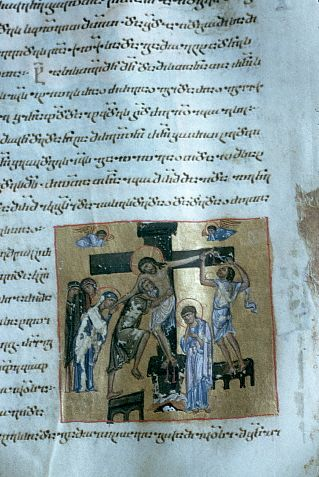
Vangelo in georgiano (XII secolo)

Per questa ragione i devoti di queste religioni sono considerati meritevoli di "protezione" (dhimma) dall'Islam, purché assoggettati a un'imposta personale (jizya) ed, eventualmente, a una fondiaria (kharāj), oltre che alla lealtà nei confronti della Umma islamica da un punto di vista esclusivamente politico.
All'Ahl al-Kitāb è permessa una certa libertà di culto, con forti limitazioni nell'esercizio pubblico, la gestione dei loro luoghi sacri (a livello  teorico limitati alle sole edificazioni esistenti, ma non la riparazione)  e l'auto-amministrazione per quanto attiene ad alcuni diritti della persona, patrimoniali (con le eccezioni anzidette) e commerciali, oltre che matrimoniali e successori. Agli uomini dell'Ahl al-Kitāb è invece precluso il matrimonio con musulmane, anche se alle donne è invece consentito sposare uomini appartenenti alla religione islamica. Tali discriminazioni, in forme più o meno accentuate, sono ancora praticate nei confronti di minoranze religiose autoctone come i cristiani copti in Egitto.
La carriera militare è preclusa (con l'eccezione, talora, del comando di guardie del corpo personali dei governanti musulmani), come la magistratura e, ovviamente, la suprema conduzione della società islamica. Tutte le "arti liberali" sono invece aperte, nonché la carriera amministrativa, fino ai gradi più alti, quali quelli di vizir.